# Skatestraumtunnel
Der Skatestraumtunnel (norwegisch Skatestraumtunnelen) ist ein Unterseetunnel in der Kommune Bremanger (Provinz Vestland) in Norwegen. Er unterquert den Skatestraumen und verbindet damit die Inseln Bremangerlandet und Rugsundøya. Er ist Teil des Fylkesvei 616 und schafft zusammen mit dem Bortnetunnel eine Verbindung von Svelgen bis auf die Insel Frøya. Am 15. Juli 2015 ereignete sich im Tunnel der bisher schwerste Tunnelbrand Norwegens.

## Brand 2015

### Unfallhergang
Am 15. Juli 2015 löste sich bei der steilen Ausfahrt aus dem Tunnel der Anhänger eines Tanklasters mit 16.500 Litern Benzin und rollte in die Tunnelwand. Dabei wurde der Anhänger schwer beschädigt und es trat Benzin aus. Der Tankwagenfahrer informierte die Verkehrszentrale, die den Tunnel sperrte, und konnte noch mit seinem Fahrzeug fliehen und damit eine höhere Brandlast verhindern.  Das austretende Benzin entzündete sich durch einen Van, der an der Unfallstelle ankam. Zu dem Zeitpunkt befanden sich 17 Personen in fünf Fahrzeugen im Tunnel. Alle konnten den Tunnel selbstständig verlassen, die Personen in einem liegengebliebenen Fahrzeug wurden von dem Van mitgenommen. Fünf Personen erlitten leichte Verletzungen durch Rauchgasvergiftungen. Augenzeugen berichteten von Explosionen, es strömten große Mengen Rauch aus dem Tunnelportal. Die alarmierte Feuerwehr konzentrierte sich auf die Suche nach eventuell im Tunnel verbliebenen Personen, da das Feuer aufgrund der großen Hitze und der Rauchentwicklung nicht löschbar war. Am Nachmittag wurde befürchtet, dass der Tunnel einstürzen könnte, nachdem Wasser eingedrungen war. Diese Wasser stammte jedoch nur von einem zum Tunnel gehörenden Wasserbecken.

### Folgen und Unfallursache
Aufgrund gefährlicher Rauchgase konnte der Tunnel erst nach einigen Tagen inspiziert werden. Der Anhänger und das liegengebliebene Fahrzeug brannten komplett aus, im Tunnel fiel die Verputzung von der Wand und die Dämmung brannte aus. Auch die elektronischen Anlagen im Tunnel und die Ventilatoren wurden zerstört. Als Ersatz für den Tunnel wurde die alte Fährverbindung wieder in Betrieb genommen. Am 7. September wurde der Tunnel für Konvoifahrten freigegeben und am 9. Dezember 2015 wiedereröffnet. Die Sanierung kostete 62,5 Millionen NOK. Nach Untersuchungen wurde Innenrost an der Verbindung zwischen Anhänger und Tankwagen als Unfallursache identifiziert. Dieser Schaden wurde von einer Autowerkstatt nicht ordnungsgemäß repariert, weshalb deren Versicherung zu einer Zahlung von 10 Millionen NOK verurteilt wurde.